# Antuvan Marovitch
Antuvan Marovitch (1926 - 1991) là một Giám mục người Thổ Nhĩ Kỳ của Giáo hội Công giáo Rôma. Ông nguyên là Giám mục Đại diện Tông tòa Hạt Đại diện Tông tòa Istanbul. Trước đó, ông cũng từng đảm trách nhiều chức danh khác như Phó Đại diện Tông tòa Hạt Đại diện Tông tòa Constantinopole rồi kế vị trở thành Đại diện Tông tòa Constantinopole.

## Tiểu sử
Giám mục Antuvan Marovitch sinh ngày 19 tháng 11 năm 1926 tại Istanbul, thuộc Thổ Nhĩ Kỳ. Sau quá trình tu học dài hạn tại các cơ sở chủng viện theo quy định của Giáo luật, ngày 29 tháng 6 năm 1956, Phó tế Marovitch, 30 tuổi, tiến đến việc được truyền chức linh mục. Tân linh mục là thành viên của linh mục đoàn Hạt Đại diện Tông tòa Cóyamtinopole.
Hơn 30 năm thực hiện các hoạt động mục vụ tôn giáo với quyền hạn và nghĩa vụ của một linh mục, ngày 30 tháng 10 năm 1986, tin tức từ Tòa Thánh loan báo quyết định của Giáo hoàng, tuyển lựa Antuvan Marovitch, 60 tuổi, vào hàng ngũ các giám mục Công giáo trên hoàn vũ, với vị trí được trao phó là Giám mục Phó Đại diện Tông tòa Hạt Đại diện Tông tòa Conastantinople, và danh hiệu là Giám mục Hiệu tòa Igilgili. Lễ tấn phong cho vị giám mục tân cử được cử hành sau đó vào ngày 18 tháng năm 1987, với phần nghi thức truyền chức chính yếu được cử hành cách trọng thể bởi 3 giáo sĩ cấp cao. Chủ phong cho vị tân giám mục là Tổng giám mục Sergio Sebastiani, Sứ thần Tòa Thánh tại Thổ Nhĩ Kỳ. Hai vị còn lại, với vai trò phụ phong, gồm có Tổng giám mục Giuseppe Germano Bernardini, O.F.M. Cap., Tổng giám mục Chính tòa Tổng giáo phận Izmir (Smirne) và Giám mục Gauthier Pierre Georges Antoine Dubois, O.F.M. Cap., Đại diện Tông Tòa Constantinople.
Hai năm sau khi được tấn phong, ngày 29 tháng 5 năm 1989, Giám mục Marovitch kế vị trở thành Đại diện Tông Tòa Constantinopole. Hơn một năm sau đó, thông báo từ Tòa Thánh quyết định đổi tên Hạt Đại diện Tông Tòa Constantinopole thành Hạt Đại diện Tông Tòa Istanbul. Đồng thời với tin trên, Giáo hoàng cũng tái xác nhận việc chọn lựa Giám mục Antuvan Marovitch là Đại diện Tông Tòa Istanbul.
Sau hơn hai năm kế vị tại Istanbul, ngày 15 tháng 12 năm 1991, Giám mục Antuvan Marovitch, 65 tuổi, bất ngờ qua đời, chấm dứt nhiệm vụ tại Istanbul.